# Zbór Kościoła Zielonoświątkowego w Świdnicy
Zbór Kościoła Zielonoświątkowego w Świdnicy – zbór Kościoła Zielonoświątkowego w RP znajdujący się w Świdnicy przy ulicy Muzealnej 1. Należy do okręgu zachodniego Kościoła.
Nabożeństwa odbywają się w niedziele o godzinie 10:00. Pastorem Zboru jest  Dariusz Suszek.

## Historia
Historia zboru sięga czasów powojennych. Pierwszymi wiernymi byli ewangeliczni przesiedleńcy z kresów wschodnich. Początkowo na nabożeństwach domowych gromadziła się grupa ok. 10 osób. Następnie nabożeństwa odbywały się w sali przy Placu Pokoju, gdzie wcześniej gromadził się zbór baptystów. W 1986 zbór otrzymał kompleks zamkowy przy ulicy Muzealnej 1, który po odbudowie od 1987 służy jako miejsce zgromadzeń wspólnoty.
Na koniec 2010 zbór skupiał 171 wiernych, w tym 102 ochrzczonych członków.